# Bruis
Bruis korábbi község (település) Franciaországban, Hautes-Alpes megyében. Lakosainak száma 79 fő (2018. január 1.). Bruis Montmorin, Moydans, Sainte-Marie, La Charce, Establet, Pommerol, Saint-Dizier-en-Diois és Valdrôme községekkel határos.
2017. január 1-jén Montmorin és Sainte-Marie községgel egyesült és delegált község státusszal Valdoule új község része lett.

## Népesség
A település népességének változása:
| Lakosok száma | 93   | 85   | 69   | 73   | 67   | 70   | 78   | 220  | 78   | 79   |
|               | 1968 | 1975 | 1982 | 1999 | 2006 | 2011 | 2013 | 2016 | 2017 | 2018 |